# Shadow Princess
Shadow Princess（シャドウプリンセス）は、2015年3月12日から全国のゲームセンターで稼働している、童話を題材としたコナミデジタルエンタテインメントのメダルゲーム。

## 遊び方
このゲームの最大の特徴は、投入したメダルがICメダルに変換されることである。フィールドには色鮮やかなメダルが広がっている。
メダルを入れるとまずクレジットに加算される。レバーを操作し、上のダイヤの形をしたバーを押すか引くことでメダルがフィールドに流れる。
押し出す方向の「獲得エリア」に落ちたメダルのみが有効で横に逸れたものは無効である。ただし、外側にのみ「フィールドOUTガード」と呼ばれるバーがあり、随時上下に動いており、獲得エリアにメダルを流してくれる。
獲得エリアにはチェッカーがありメダルが通過するとスロットが回る。
落ちたメダルは数秒で種類が識別される。

## メダルの種類
出典
ブルーメダル
1クレジット（店舗により異なる。）
グリーンメダル
5クレジット（店舗により異なる。）
レッドメダル
10クレジット（店舗により異なる。）
ビンゴメダル1 - 25
書かれた数字のビンゴシートを埋める。
ルーレットメダル
中央のルーレットでビンゴナンバーを抽選し1つビンゴシートを埋める。
ジョーカーメダル
100クレジット。ロイヤルモードが終了する。
グリーンネコメダル
グリーンシャドウステップが1つ貯まる。
レッドネコメダル
レッドシャドウステップが1つ貯まる。

## スロットの配当
出典
111
ダイレクト10WIN（クレジット払い出し。店舗により異なる。）
222
グリーンメダル8枚払い出し
333
グリーンメダル8枚払い出し
444
レッドメダル5枚払い出し
555
ダイレクト25WIN（クレジット払い出し。店舗により異なる。）
777
ロイヤルモードへ突入
フルーツ
ビンゴメダル3枚払い出し
ブルーメダル
フィールドメダルチャンス。ブルーメダルが５倍。
OUTガード
フィールドOUTガード。10秒間OUTガード発動。
フルーツ+ネコ
ルーレットナンバーチャンス。ビンゴナンバーを抽選。
グリーンネコステップ
グリーンシャドウステップが1つ貯まる。 グリーンシャドウボーナスゲームをするには3つのステップが必要。
レッドネコステップ
レッドシャドウステップが1つ貯まる。 レッドシャドウボーナスゲームをするには3つのステップが必要。

### リーチタイプ
- ノーマルリーチ
- ２チョイスリーチ
- ３チョイスリーチ
- 猫リーチ
- ミニゲームリーチ
- プリンセスストーリーリーチ

## ミュージカルスロット
ミュージカルスロットはスロットのストックが8個以上になると自動的に始まる。
ミュージカルスロットでは、同じ図柄を3つ揃えるのではなく、1つ出すだけで獲得できる。

### ミュージカルスロット専用
グリーンメダル
グリーンメダルが1枚フィールドに払い出される。
グリーン林檎
グリーンメダルが8枚フィールドに払い出される。
レッドメダル
レッドメダルが1枚フィールドに払い出される。
レッドイチゴ
レッドメダルが5枚フィールドに払い出される。
メダル
ダイレクト1WIN。（店舗により異なる。）
ブドウ
ダイレクト25WIN。（店舗により異なる。）
ダイヤモンド
ダイレクト50WIN。（店舗により異なる。）

## ロイヤルモード
ロイヤルモードは7が揃うと始まる。当たったメダルの配当がすべて3倍になる。
ロイヤルモードはジョーカーメダルが落ちるかスロットでジョーカーが揃うまで継続する。

## プレミアムモード
未定

## シャドウボーナスゲーム
- 初期貯留1000枚

グリーンシャドウステップかレッドシャドウステップが3つ集まるとゲームできる。中央のリールで3個のボールで同時に抽選され、3個ともボーナスに入ると、高額の配当が得られる。
ボーナスを獲得すると、メダルはフィールドに払い出されるのではなく、直接クレジットに加算される（ダイレクトWIN）。

## プリンセスJACKPOTチャレンジ
- 初期貯留100~600枚×1〜10ラインビンゴ
- 各複写されたビンゴナンバー＝100枚

ビンゴシートでビンゴになると「プリンセスJACKPOTチャレンジ」にいつでも挑戦できる。最大の10ラインビンゴを達成すると自動的にプリンセスJACKPOTチャレンジがはじまる。
チャレンジは中央のリールで行こなわれる。まず外側で抽選が始まる。ボールが入ったポケットに書かれものが当たる。「IN」に入ると次のステップに進み、JACKPOTのポケットに入ると大当りとなる。　
JACKPOTを獲得すると、メダルはフィールドに払い出されるのではなく、直接クレジットに加算される（ダイレクトWIN）。

## キャラクター
- シャハラザード姫
- かぐや姫
- マーメイド姫
- シンデレラ
- 白雪姫
- いばら姫(イベント限定)

## ストーリー・演出
Princess Jackpotを獲得した際、真のエンディング+スタッフロールが見れるのは10ラインビンゴの時のみ。
1～8ラインビンゴでJackpotを獲得した場合、10ラインビンゴの時と比べて少し描写が違う。
もちろんどちらも物語のような演出なのには変わりはないが、
1～8ラインビンゴの時は、演出が少しだけ10ラインと比べて弱く（感じる）、階段を上っている時間が長い。そのあと、「扉よ、開け！」と姫が言う。そしてまた階段を上っていくが魔女が「逃がさんぞ！」と魔の手を近づける。その後王子（？）が「プリンセス！急いで！」「僕につかまるんだ！」という。魔女が「小癪な！捕えてくれるわ！」といい、魔の手をさらに近づける。王子が「間に合ってくれ！」といった直後、救出のタイミングもギリギリ（魔女の手がすぐ近くに来ている）ながら手をつかみ引き寄せる。その直後、子猫（？）が「おめでとう。幸せに暮らすんだよ。」と言い、タイトルロゴが表示（音楽も違う）される。その後、魔女が、「さて、次はどの姫にしようかねえ・・・」と言い、To be continued...と画面下部に表示、上部に「PRINCESS MEMORY （救出した姫の名前） (二回目以降ならここに「２回」などが入る）救出と表示される。（e-pass使用時のみ））
10ラインビンゴの時は、上記の演出とは違い、階段が現れてから扉が開くまでの間、全く「扉よ！開いて！」のセリフがない状態で王子が手を引っ張り上げている様子が描かれている。（自分自身の影と、魔女の手が黒色のバラの花びらのように散っていくのがわかる＝魔女が消え去ったという演出と思われる。）引っ張り上げた後、上記の演出には全くなかった、緑豊かな森の姿、青く広がる空が映し出されるとともに、真っ黒だった森が緑を取り戻した。（同じくこれも魔女がいなくなったという演出ととらえられる。）その後、プリンセスが「ただいま」といった後、製作スタッフのスタッフロールが音楽とともに流れる。その後、ナレーターが「扉を潜り抜けた先には、　彼女の記憶そのままの、　美しい色に溢れた世界がありました。　つま先を、指先を、風に揺れる髪を、　陽の光いっぱいに輝かせて　彼女は走り出しました。　愛する人達のもとへ。」といった後、プリンセスが「ありがとう」といったあと、タイトルが「Shadow Princess」という本が閉じる演出（物語がハッピーエンド（完結した）になったということ（魔女がいなくなり、素晴らしい日々へと戻ることが出来た））があり、エンディングが終了する。
プリンセスも、1～8ラインビンゴの際の救出成功した際の取り戻した色が少ない（１色のみ?)のに対し、10ラインビンゴの際の演出は、きちんとすべての個所がきちんと色を取り戻した状態で救出されている。(魔女が近くにいないことが関係してる？）
救出回数はライン数に関係なく加算されている。
JPC中のセリフには日本語、英語どちらのセリフもあるが、この演出中は英語のセリフ、ナレーターしかない。
WIN枚数は1～8、10ともに最初の階段の登場、手を引っ張り上げるシーン、黒色がなくなるシーンなどに急上昇し、歩いているだけのシーン、スタッフロールなどはリズムに合わせて１枚ずつ上昇している。
エンディング終了後、ランキングにランクインしていれば、ランキングに今回のランクが表示される。
10ラインビンゴのスタッフロールには最後に「and You!」とも表示されている。

## 声優
- ナレーター - ?

## 情報
- 100円硬貨でメダルを借りることができる。その際に、メダルやフィールドチャンスが当たるルーレットに挑戦できる[4]。
- 画面に「アイテムショップ」が出てくると、ゲームを有利に進められるアイテムをメダルで購入できる[5]。
- ビンゴメダルは払い出される際に「チリンチリン」とベルが鳴る。
- 使われいないメダルは透明の筒に重ねられて入っている。
- ビンゴカードに無いナンバーのビンゴメダルが落ちると新たにビンゴメダルが1枚払い出される。また、同じナンバーのビンゴメダルが落ちた場合、まれにその数字が星のマークになり、次回のJACKPOTチャレンジでJACKPOTの枚数が加算される[6]。

## シャドウプリンセス　製作スタッフ
- プロデューサー：佐々木龍
- ディレクター：佐久間隆
- ソフトウェアエンジニア：佐藤努、吉田和弘、平怜、海老原智
- CGデザイナー：竹山文崇、高橋瞳、五月女華子、鈴木利恵
- メカニカルエンジニア：高村楊康、小川彰久、佐々木謙、安藤義浩、林裕志、木村優孝
- ハードウェアエンジニア：腹紀彦、伊藤健太、草野世大、横山和至
- インダストリアルデザイナー：吉田健作
- プロダクトデザイナー：重松知憲、文美賢
- サウンドデザイナー：榎本三和子
- マニュアルデザイナー：半沢元振
- スペシャルサンクス：多田一樹、神谷学、石田雅雄、能登谷瞬、厚地悟　　　　　　　　　　　　　　　　　　　　　　　　　　　　　　　　　　　　　　　　中西啓二、佐々純一、石田哲夫、風岡恒治、松村孝太郎、佐藤義明
- 総括プロデューサー：内山貴視
- コンテンツオフィサー：奥秋政人
- 制作・著作：株式会社コナミデジタルエンタテインメント